# Matelea edwardsensis
Matelea edwardsensis är en oleanderväxtart som beskrevs av Donovan Stewart Correll. Matelea edwardsensis ingår i släktet Matelea och familjen oleanderväxter. Inga underarter finns listade i Catalogue of Life.